# Boca elvae
Boca elvae är en kräftdjursart som beskrevs av Lowry och Helen E. Stoddart 1997. Boca elvae ingår i släktet Boca och familjen Aristiidae. Inga underarter finns listade i Catalogue of Life.